# Délcio Pina
Délcio Pina (27. rujna 1992.) je zelenortski rukometaš. Nastupa za klub CB Ciudad de Logroño i zelenortsku reprezentaciju.
Natjecao se na Svjetskom prvenstvu u Egiptu 2021., gdje je reprezentacija Zelenortske Republike završila na posljednjem, 32. mjestu. Za reprezentaciju je 2 pogotka i to 15. siječnja 2021. protiv Mađarske, kada je njegova momčad izgubila rezultatom 27:34.